# Georg Euler
Georg „Schorsch“ Euler (* 23. Dezember 1905; † 14. Juli 1998 in Köln) war ein deutscher Fußballspieler. Er war ursprünglich Stürmer, übernahm aber später auch die Mittelläuferposition.

## Vereinskarriere
Euler kam über die Stationen Viktoria Köln (1914–1920), SC Köln-Marienburg (1920–1922), Kölner BC (1922–1932) und BV 04 Düsseldorf (1932–1933) zur SpVgg Köln-Sülz 07, wo er dann von Juli 1933 bis Juni 1939 und von Juli 1946 bis zum Juni 1947 als Aktiver im Einsatz war. Von 1939 bis 1944 spielte er noch bei Victoria 11 Köln und 1944 bis 1946 bei Phönix Köln. Euler galt als einer der besten Techniker seiner Fußballgeneration. In der Saison 1938/39 gewann er mit Sülz die Meisterschaft in der Gauliga Mittelrhein. In den Endrundenspielen um die deutsche Fußballmeisterschaft verwies Fortuna Düsseldorf (Paul Janes, Felix Zwolanowski, Jakob Bender, Ernst Albrecht, Stanislaus Kobierski) die Mannschaft von "Schorsch" Euler auf den zweiten Gruppenrang. Mitten im Zweiten Weltkrieg errang er in der Saison 1942/43 in Reihen von SV Victoria 1911 Köln die Meisterschaft im Gau Köln-Aachen. In der Endrunde gewann man gegen TuS Neuendorf, gegen den FV Saarbrücken hatte man keine Chance. Nach dem Krieg war der Routinier noch mit 41 Jahren in der Runde 1946/47 mit der Spielvereinigung im Rheinbezirk in der Staffel 5, in der "Runde der Abtrünnigen" im Mittelrhein, aktiv. Am 13. Februar 1948 entstand aus der Fusion mit dem Kölner BC der 1. FC Köln.

## Nationalmannschaft
Euler bestritt auf Halblinks am 13. September 1936 in Warschau beim 1:1 (1:0) mit einem Freundschaftsspiel gegen Polen ein Länderspiel für die deutsche Fußballnationalmannschaft. Es war das erste Länderspiel der deutschen Nationalmannschaft nach dem Olympiaturnier 1936 in Berlin. Als weiterer Neuling debütierte Josef Rodzinski von Hamborn 07 in der Nationalmannschaft. Franz Elbern vom SV Beuel stürmte als weiterer Spieler vom Mittelrhein am rechten Flügel. Euler war der einzige Nationalspieler, der aus der SpVgg Köln-Sülz hervorging.
Dass es zu keiner weiteren Bewährungschance mehr kam, hatte neben seinen 31 Lebensjahren auch damit zu tun, dass er zumeist der Sprecher der Mannschaften war, in denen er spielte, und wenn es um Spesen ging, auch der Wortführer gegenüber den Funktionären.
Georg Euler spielte repräsentativ für Westdeutschland, stand 97 mal in der Bezirksauswahl und vertrat die Farben des Mittelrheins in den Wettbewerben um den Kampfspielpokal 1934, den Bundes-Pokal 1934/35 und den Reichsbundpokal von 1935/36 bis 1938/39.

## Besonderheit
„Schorsch“ Euler machte sich außerdem als starker Straßen-Radrennfahrer einen Namen.

## Beruf
Den Lebensunterhalt verdiente er sich bei der Stadt Köln.